# MicroC/OS-II
MicroC/OS-II (ou µC/OS-II, ou encore uC/OS-II), développé par le Canadien Jean J. Labrosse, est un exécutif temps réel destiné au départ à des environnements de très petite taille construits autour de microcontrôleurs de type Freescale 68HC11. Il est maintenant disponible sur un grand nombre de processeurs et peut intégrer des protocoles standards comme TCP/IP (µC/TCP) pour assurer une connectivité IP sur une liaison série par PPP. Il est utilisable gratuitement pour l'enseignement.